# Nister-Möhrendorf
Nister-Möhrendorf é um município da Alemanha localizado no distrito de Westerwaldkreis, estado da Renânia-Palatinado.
Pertence ao Verbandsgemeinde de Rennerod.

## Ligações externas

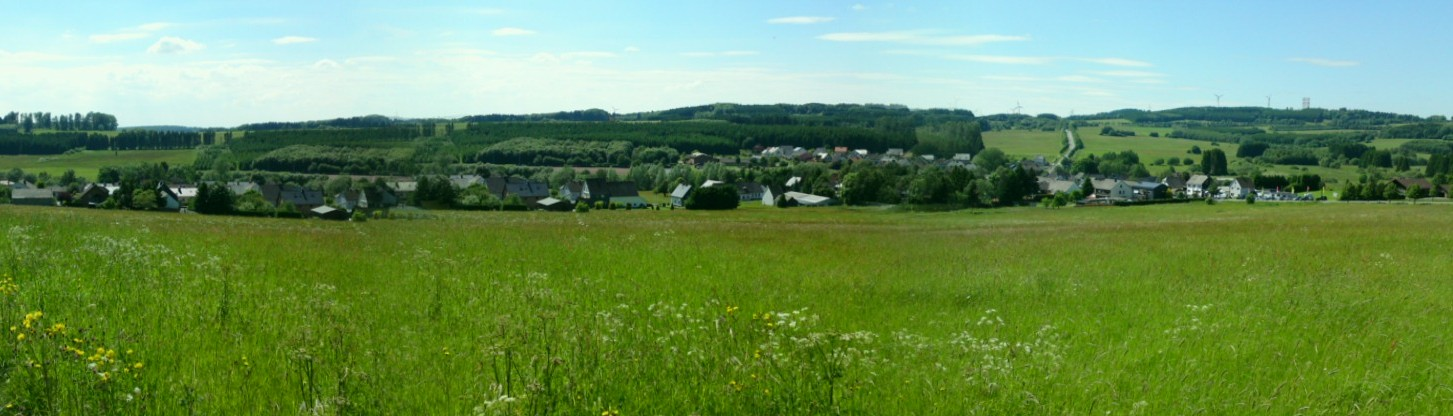
Panorama de Nister-Möhrendorf